# China Open 1994
Il 	China Open 1994 è stato un torneo di tennis giocato sul sintetico indoor a Pechino in Cina. È stata la 2ª edizione del torneo maschile che fa parte della categoria World Series nell'ambito dell'ATP Tour 1994 e la 1ª del torneo femminile che fa parte della categoria Tier IV nell'ambito del WTA Tour 1994. Il torneo maschile si è giocato dal 16 al 22 ottobre, quello femminile dal 14 al 20 febbraio.

## Campioni

### Singolare maschile
Michael Chang ha battuto in finale  Anders Järryd con il punteggio di 7–5, 7–5

### Singolare femminile
Yayuk Basuki ha battuto in finale  Kyōko Nagatsuka con il punteggio di 6–4, 6–2

### Doppio maschile
Tommy Ho /  Kent Kinnear hanno battuto in finale  David Adams /  Andrej Ol'chovskij con il punteggio di 7–6, 6–3

### Doppio femminile
Li-Ling Chen /  Fang Li hanno battuto in finale  Kerry-Anne Guse /  Valda Lake con il punteggio di 6–0, 6–2